# Спиридоновка (Волжский район)
Спиридо́новка — село в Волжском районе Самарской области России. Административный центр и единственный населённый пункт сельского поселения Спиридоновка.

## География
Село находится в центральной части Самарской области, в пределах Низкого Заволжья, в лесостепной зоне, на левом берегу реки Самары, на расстоянии примерно 24 км (по прямой) к востоку-юго-востоку (ESE) от города Самары, административного центра района. Абсолютная высота — 37 м над уровнем моря.
Климат
Климат характеризуется как континентальный, с морозной зимой и продолжительным тёплым летом. Среднегодовая температура — 4,4 — 4,8 °C. Среднегодовое количество атмосферных осадков колеблется в диапазоне от 483 мм до 504 мм. Снежный покров в течение 140−160 дней.
Часовой пояс
Село Спиридоновка, как и вся Самарская область, находится в часовой зоне МСК+1. Смещение применяемого времени относительно UTC составляет +4:00.

## Население
| 2002  | 2010  | 2012  | 2013  | 2014  | 2015  | 2016  | 2017  | 2018  |
| ----- | ----- | ----- | ----- | ----- | ----- | ----- | ----- | ----- |
| 4421  | ↗4896 | ↘4865 | ↘4846 | ↗4868 | ↗4888 | ↗4902 | ↗4957 | ↗4973 |
| 2019  | 2020  | 2021  |       |       |       |       |       |       |
| ↘4970 | ↗4997 | ↘3061 |       |       |       |       |       |       |

Половой состав
По данным Всероссийской переписи населения 2010 года в гендерной структуре населения мужчины составляли 85 %, женщины — соответственно 15 %.
Национальный состав
Согласно результатам переписи 2002 года, в национальной структуре населения русские составляли 83 % из 4421 чел.